# Казалзигоне (Кремона)
Казалзигоне је насеље у Италији у округу Кремона, региону Ломбардија.
Према процени из 2011. у насељу је живело 310 становника. Насеље се налази на надморској висини од 52 м.